# Cerithiopsis tubercularis
Cerithiopsis tubercularis là một loài ốc biển, động vật chân bụng trong họ Cerithiopsidae, được tìm thấy ở đông bắc Đại Tây Dương, và vùng biển châu Âu, bao gồm Địa Trung Hải. Nó được Montagu mô tả năm 1803.

## Hình ảnh

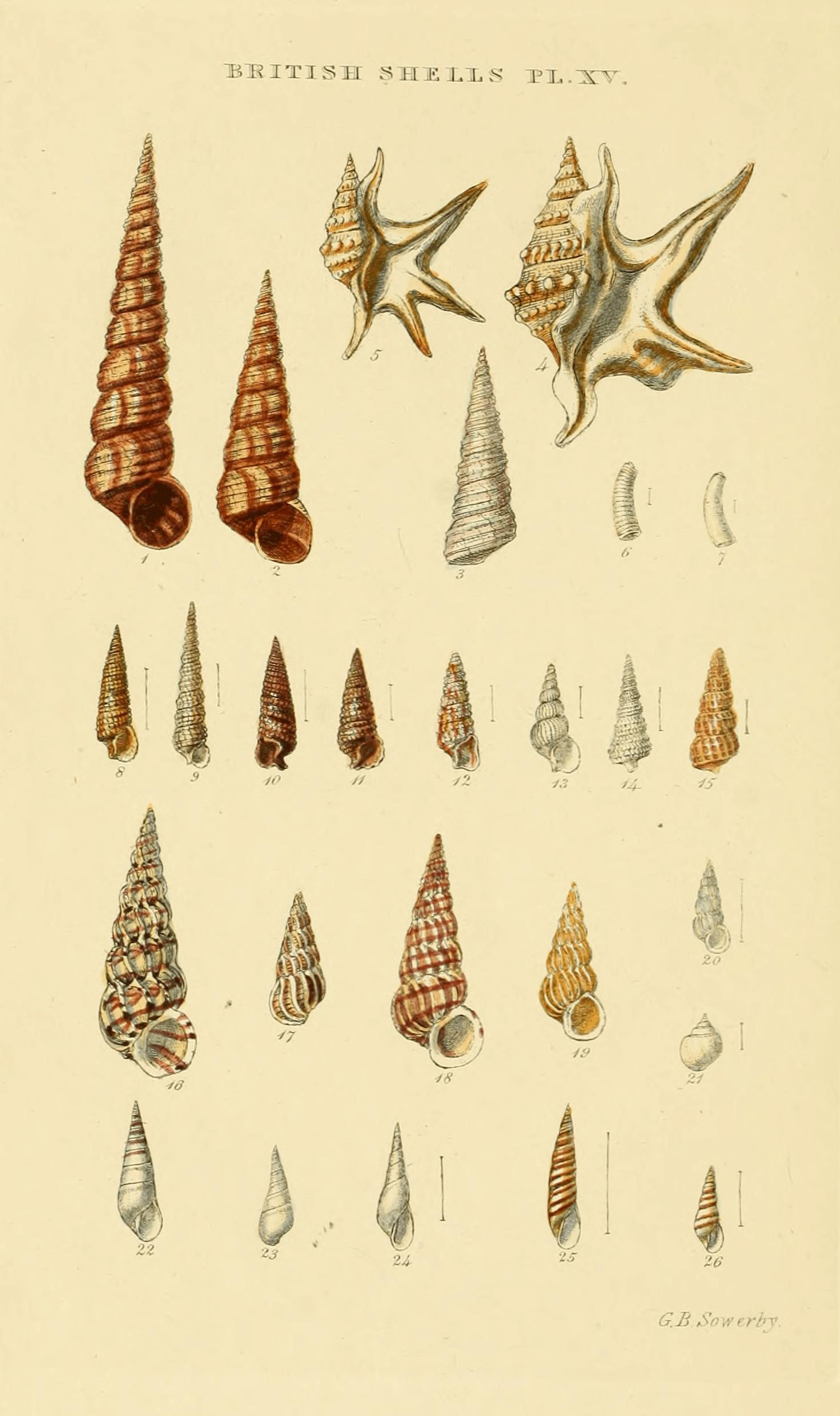